# Sarafina!
Sarafina! ist ein südafrikanischer Spielfilm aus dem Jahr 1992.

## Handlung
1976: Schüler wehren sich während des Aufstandes in Soweto gegen die Einführung von Afrikaans als Unterrichtssprache. Sarafina schämt sich dafür, dass ihre Mutter als Hausangestellte in einem weißen Haushalt arbeitet. Sie inspiriert ihre Altersgenossen, sich dagegen aufzulehnen, nachdem ihre Lehrerin Mary Masombuka verhaftet wurde.

## Produktion

### Dreharbeiten
Whoopie Goldberg überzeugte Disney davon, diesen Film zu drehen, da sie dann auch bereit wäre, erneut die Rolle der Dolores van Cartier in Sister Act 2 – In göttlicher Mission zu verkörpern. Der Film wurde in Soweto und Johannesburg in Südafrika gedreht. Darrell Rodt führte nach dem Drehbuch von Mbongeni Ngema und William Nicholson Regie. 

### Auszeichnungen
Sarafina! wurde 1992 außer Konkurrenz auf den Internationalen Filmfestspielen von Cannes gezeigt.
Die Deutsche Film- und Medienbewertung FBW in Wiesbaden verlieh dem Film das Prädikat wertvoll.

### Veröffentlichung
Der Film wurde am 18. September 1992 im englischsprachigen Raum veröffentlicht und am 8. April 1993 in Deutschland. Am 16. Juni 2006 gab es zur 30-jährigen Wiederkehr des Aufstands in Soweto eine erneute Veröffentlichung. Diese „remastered Directors Cut“-Version enthält zusätzlich eine Szene zwischen Sarafina und ihrer Mutter, die aus dem Originalfilm geschnitten wurde und das Lied Danke Mama enthält.

## Hintergrund
Sarafina! ist die Verfilmung des gleichnamigen Musicals, das im Juni 1987 im Market Theatre in Johannesburg uraufgeführt wurde und unter anderem am Broadway in New York gespielt wurde.

## Kritik
Das Lexikon des internationalen Films resümiert, dass der Film „musikalisch qualitätsvoll, inszenatorisch aber zwiespältig, zwischen Realismus und ästhetischer Verfremdung schwankend“, sei.